# Canon van Curaçao
De Canon van Curaçao is een lijst van vijftig thema's ("vensters" genoemd) die chronologisch een samenvatting geeft van de geschiedenis van Curaçao. In de vensters worden 50 onderwerpen in het kort (ca. 400 woorden) geëtaleerd. De Canon werd in navolging van de Canon van Nederland samengesteld op initiatief van de Algemene Faculteit van de Universiteit van Curaçao (UoC), ten behoeve van het geschiedenisonderwijs.
In 2020 werd de canon opgeleverd door een commissie aangewezen door de Universiteit van Curaçao, Nationaal Archief Curaçao en Fundashon Material pa Skol (Nederlands: Stichting Schoolmaterialen, afgekort FMS). De commissieleden zijn:
- Rose Mary Allen, antropoloog, part-time docent UoC
- E. Baetens, voormalig docent aardrijkskunde en medewerker FMS
- W. Kamps, voormalig stafmedewerker van de Algemene Faculteit UoC
- Max Scriwanek, directeur van het Nationaal Archief Curaçao
- R. Sille, voormalig docent geschiedenis en rector van het Kolegio Alejandro Paula (KAP)
- H. Vlinkervleugel, voorzitter van de vereniging van geschiedenisdocenten op Curaçao
- Ieteke Witteveen, ex-directeur van het NAAM, voormalig medewerkster FMS

## De 50 onderwerpen/thema's (2020)
|    | thema                                                                   | tijdvak          | omschrijving                                                           |
| -- | ----------------------------------------------------------------------- | ---------------- | ---------------------------------------------------------------------- |
| 1  | De oorspronkelijke bewoners                                             | -5000 - 0500     | De pre-ceramische of archaïsche periode                                |
| 2  | De Spaanse periode                                                      | 1499 - 1634      | De eerste Europese kolonisten en bestuurders                           |
| 3  | De verovering van Curaçao door de West-Indische Compagnie               | 1634 - 1665      | De verovering van Curaçao                                              |
| 4  | Nieuwe bewoners in de zeventiende eeuw                                  | 1634 - 1700      | Introductie van de plantage-economie                                   |
| 5  | De slavenhandel en slavernij                                            | 1672 - 1713      | Curaçao als slavenmarkt                                                |
| 6  | Slavernijverzet                                                         | 18e eeuw         | Opstand van tot slaaf gemaakte Afrikanen                               |
| 7  | Tula                                                                    | 1795             | Van slavenleider tot nationale held                                    |
| 8  | Papiamentu                                                              | vanaf 1700       | Van omgangstaal tot creooltaal                                         |
| 9  | Curaçao rond 1800                                                       | 1795 - 1803      | Machtsovernames                                                        |
| 10 | De ontwikkeling van Willemstad                                          | vanaf 1634       | Stadsontwikkeling                                                      |
| 11 | De ontwikkeling van bewoning buiten Willemstad                          | vanaf 1634       | De bevolking van Bandabou                                              |
| 12 | Brion, Piar en Bolivar                                                  | 18e eeuw         | Historische helden                                                     |
| 13 | Het plantagesysteem van Curaçao                                         | vanaf 1634       | Drijven van een landbouwbedrijf                                        |
| 14 | De afschaffing van de slavernij                                         | 1 juli 1863      | Emancipatie                                                            |
| 15 | De opbouw van de samenleving in de negentiende eeuw                     | 19e eeuw         | Sociale status op basis van huidskleur                                 |
| 16 | Gebouwen                                                                | vanaf 1634       | Architectuur van Curaçao                                               |
| 17 | De verdediging van Curaçao                                              | vanaf 1634       | Verdedigingswerken                                                     |
| 18 | Werkgelegenheid en emigratie tussen 1863 en 1920                        | 1863 - 1920      | Regionale arbeidsmigratie                                              |
| 19 | Mijnbouw                                                                | vanaf 1634       | De wereld in kaart                                                     |
| 20 | De komst van katholieke religieuzen uit Nederland                       | vanaf 1715       | De missie onder de Afro-Curaçaose bevolking                            |
| 21 | De komst van de olie-industrie                                          | vanaf 1912       | Vestiging van de Shell raffinaderij                                    |
| 22 | De nieuwe immigranten op Curaçao vanaf het begin van de twintigste eeuw | 20e eeuw         | Migrantenstromen                                                       |
| 23 | De haven                                                                | vanaf 1634       | Haven en economie                                                      |
| 24 | De arbeidersbeweging                                                    | 20e eeuw         | Ontstaan en ontwikkeling                                               |
| 25 | De Tweede Wereldoorlog                                                  | 1940 - 1945      | Oorlog en neutraliteit                                                 |
| 26 | Dr. M. F. da Costa Gomez                                                | 1907 - 1966      | Curaçaose staatsman                                                    |
| 27 | Algemeen kiesrecht                                                      | 1948             | Politieke emancipatie                                                  |
| 28 | Het Statuut                                                             | 15 december 1954 | Hervormde relaties binnen het Koninkrijk                               |
| 29 | De jaren zestig – een sfeer van verandering                             | 1960 - 1969      | Opkomst van het vakbondswezen                                          |
| 30 | 30 mei 1969                                                             | 30 mei 1969      | Opstand tegen verdrukking                                              |
| 31 | Vrouwenemancipatie                                                      | 20e eeuw         | Opheffing van de sociale ongelijkheid                                  |
| 32 | De culturele dynamiek in de jaren zeventig                              | vanaf ca. 1970   | Aandacht voor eigen kunst en kultuur                                   |
| 33 | Vertrek van Shell, komst en vertrek PdVSA                               | 1976 - 2019      | Bedrijfsvoering van de olieraffinaderij                                |
| 34 | De staatkundige ontwikkelingen vanaf het statuut tot 10 oktober 2010    | 1954 - 2010      | Verzelfstandiging en decentralisatie van bestuur                       |
| 35 | Van ‘Oil as King’ tot ‘Tourism as King’                                 | 20e eeuw         | Pilaren van de economie                                                |
| 36 | Sport: klein eiland – grote sportlieden                                 | 20e eeuw         | Internationale sportprestaties                                         |
| 37 | Beeldende kunst in de 20e eeuw                                          | 20e eeuw         | Curaçaose kunstenaars                                                  |
| 38 | Carnaval                                                                | vanaf 1872       | Ontstaan en ontwikkeling van het volksfeest                            |
| 39 | Water                                                                   | 20e eeuw         | Waterbronnen, -voorziening en -gebruik                                 |
| 40 | Elis Juliana en Pater Brenneker                                         | 20e eeuw         | Pioniers van Curaçaos cultureel erfgoed                                |
| 41 | Het onderwijs op Curaçao                                                | 19e en 20e eeuw  | Opkomst, toegang en structuur van scholen                              |
| 42 | De pluriforme samenleving                                               | vanaf 1915       | Economie, arbeid en diversiteit                                        |
| 43 | Omgaan met de natuur                                                    | 1499             | Wisselwerking tussen mens en natuur                                    |
| 44 | Religie en religieuze vieringen                                         | 1965             | Intrede en veelheid van godsdiensten                                   |
| 45 | De relatie met Venezuela                                                | vanaf 1634       | Bestuurlijke, economische en handelsrelaties                           |
| 46 | Het leven van Curaçaoënaars in de diaspora                              | vanaf 1880       | Emigratie en remigratie                                                |
| 47 | De andere eilanden van de voormalige Nederlandse Antillen               | vanaf 1635       | Verbondenheid met Aruba, Bonaire, Sint Maarten, Sint Eustatius en Saba |
| 48 | De ontwikkeling van de telecommunicatie                                 | vanaf 1887       | Geschiedenis van de communicatiemiddelen                               |
| 49 | Transport                                                               | vanaf 1880       | De ontwikkeling van het weg-, zee- en luchtvervoer                     |
| 50 | Media                                                                   | vanaf 1812       | De ontwikkeling van de media                                           |